# Policarpo Paz García
Policarpo Juan Paz García (nascido em Goascorán em 7 de dezembro de 1932 – falecido em Tegucigalpa em 16 de abril de 2000) foi um líder militar e autocrata Honduras que atuou como presidente de Honduras de 7 de agosto de 1978 até 27 de janeiro de 1982.
Paz assumiu o poder em 1978 pelo "golpe da cocaína", financiado pelo Cartel de Medellín vinculado ao traficante Juan Matta-Ballesteros.  A CIA teve "um interesse estreito e amigável" no golpe de Estado de Paz; diferentemente de seu antecessor, Juan Alberto Melgar Castro, foi um fervoroso defensor de Anastasio Somoza Debayle da Nicarágua. Sob Paz, o exército hondurenho e os serviços de inteligência receberam um corte dos lucros em troca da proteção a Matta-Ballesteros, visto que Honduras tornou-se uma importante rota de transporte de cocaína e maconha da Colômbia. Quando o Drug Enforcement Administration dos Estados Unidos criou sua primeira agência em Tegucigalpa em 1981, pelo respectivo agente residente "rapidamente chegou-se à conclusão precisa de que todo o governo hondurenho estava profundamente envolvido no tráfico de drogas". 
Seu mandato também é conhecido pela corrupção e pelo elevado nível de repressão militar, incluindo um salto surpreendente da atividade atribuída ao Batalhão 316, um Esquadrão da Morte paramilitar de direita treinado pela CIA. Os serviços do Batalhão 316 foram convocados durante a administração de Ronald Reagan e a atividade militar estadunidense na América Central para apoiar os Contras.
Os militares tinham governado Honduras quase continuamente desde 1963, e Paz foi o último dos generais a governar o país. As eleições gerais hondurenhas de 1981 viram Roberto Suazo eleito presidente, e Paz entregou o poder em janeiro de 1982.